# شماره تأمین اجتماعی
شمارهٔ تأمین اجتماعی (به انگلیسی: Social Security number) یک شمارهٔ ۹ رقمی در ایالات متحده است که برای شهروندان آمریکا، اقامت دائم و موقت (کار) صادر می‌شود. این شماره توسط ادارهٔ تأمین اجتماعی مستقل از دولت ایالات متحدهٔ آمریکا برای افراد صادر می‌شود و هویت افراد را مشخص می‌نماید. هدف اصلی آن ردیابی افراد برای مقاصد تأمین اجتماعی است.